# Ja'akov Ben-Dov

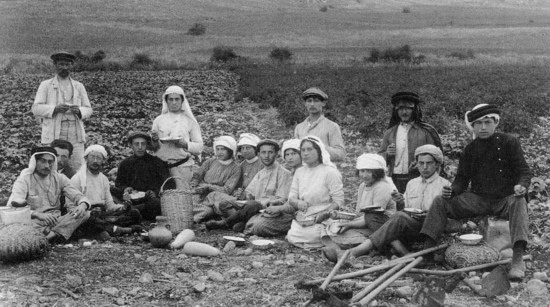
Fotografie biluistů od Jaakova Ben-Dova z roku 1912

Ja'akov Ben-Dov (21. června 1882 Polonne – 7. března 1968 Jeruzalém) byl fotograf a první izraelský filmař.
Narodil se nedaleko Kyjeva na dnešní Ukrajině a studoval na Akademii umění v Kyjevě. V roce 1906 se vystěhoval do tehdejší Palestiny (tzv. Druhá alija).
V Jeruzalémě vystudoval Becalelovu akademii.
Ben Dov natočil jeden z prvních filmů z archeologické expedice – vykopávání synagogy v Chamat Tverja v roce 1920. Tyto záběry použil pak ve svém filmu Šivat Cijon (Návrat na Sion).